# Eleonora

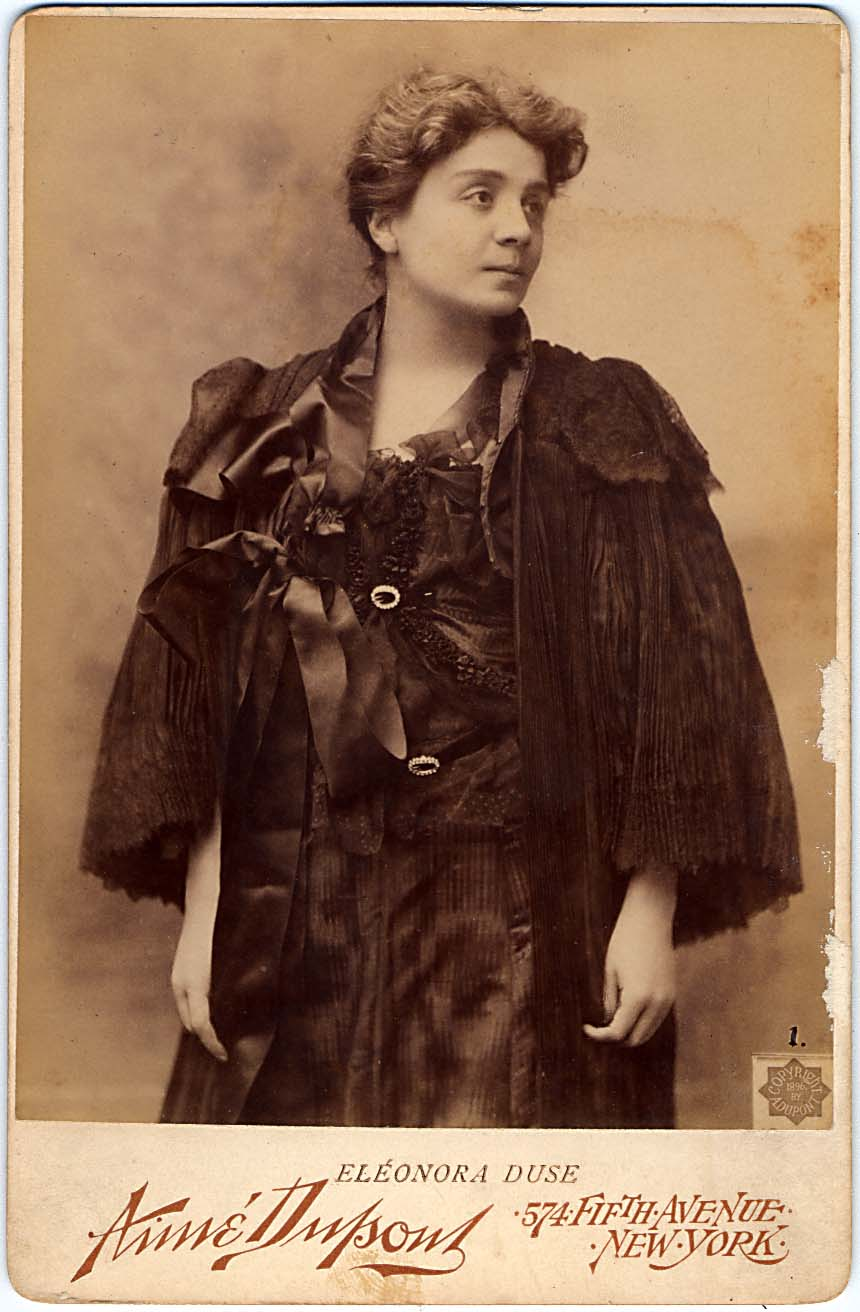
Eleonora Duse

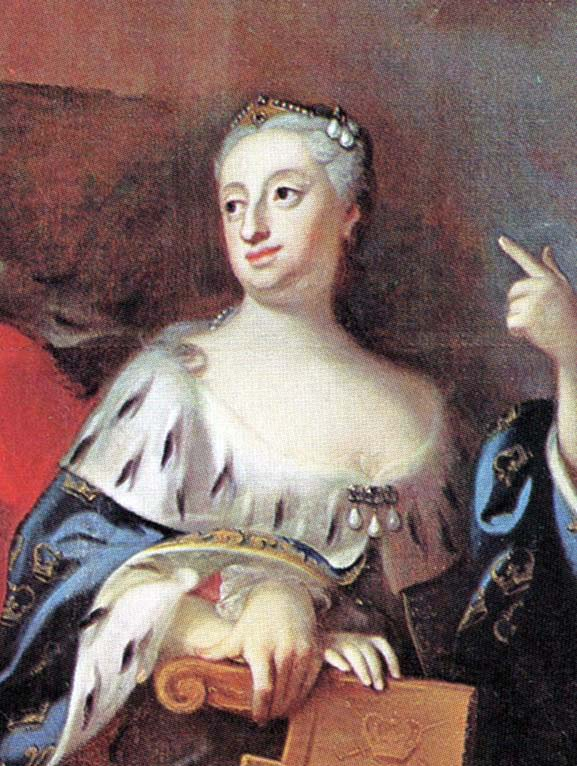
Ulrika Eleonora, en av Sveriges tre regerande drottningar.

Kvinnonamnet Eleonora kommer, liksom Ellinor, från det provensalska namnet Alínór som möjligen härstammar från det grekiska ordet elos som betyder barmhärtighet. Det kan också vara en form av det grekiska namnet Helena som betyder fackla.
Namnet började användas i Sverige sedan Gustav II Adolf gifte sig med Maria Eleonora av Brandenburg 1620. Det finns flera kungligheter som har hetat Eleonora och namnet har därför stått i almanackan sedan mitten på 1700-talet.[källa behövs]
Den 31 december 2014 fanns det totalt 11 312 kvinnor folkbokförda i Sverige med namnet Eleonora, varav 906 bar det som tilltalsnamn.
Kortformer är Elly, Ellen, Elna och Nora. Engelska versioner är Eleanor, Eleanore och Lenore.
Namnsdag i Sverige: 11 juli. I den finlandssvenska namnsdagslängden har Elenoria namnsdag 11 juli sedan starten 1929, då en egen namnsdagskalender togs i bruk för finlandssvenskar.

## Personer med namnet Eleonora
- Eleonora av Akvitanien, regerande hertiginna av Akvitanien, fransk drottning 1137 och engelsk 1152
- Eleonora av Arborea, regerade domare av Arborea på Sardinien, som gett namnet åt Eleonorafalken
- Eleonora av England drottning gift med Alfons VIII av Kastilien. Grundade klostret Las Huelgas 1187
- Eleonora av Mantua, tysk-romersk kejsarinna
- Eleonora Katarina av Pfalz, furstinna av Hessen-Eschwege, syster till kung Karl X Gustav
- Eleonora Duse, italiensk skådespelerska
- Eleonora de Fonseca Pimentel, italiensk poet, journalist och revolutionär.
- Eleonora Säfström, svensk skådespelerska och sångerska
- Eleonora de Toledo, storhertiginna av Toscana
- Hedvig Eleonora av Holstein-Gottorp, svensk drottninggemål 1654 till kung Karl X Gustav, riksföreståndare
- Maria Eleonora av Brandenburg, svensk drottninggemål 1620 till kung Gustav II Adolf
- Ulrika Eleonora, svensk drottning och statschef 1718, gift med kung Fredrik I
- Ulrika Eleonora av Danmark, svensk drottninggemål 1680 till kung Karl XI

## Fiktiva personer med förnamnet Eleonora
- Eleonora, en av huvudpersonerna i August Strindbergs teaterpjäs Påsk från 1901.